# Бигила (Заводоуковский район)
Бигила — село в Заводоуковском районе Тюменской области. В рамках организации местного самоуправления находится в Заводоуковском городском округе.

## История
До 1917 года центр Бигелинской волости Ялуторовского уезда Тобольской губернии. По данным на 1926 год село Бигелинское состояло из 276 хозяйств. В административном отношении являлось центром Бигелинского сельсовета Новозаимского района Тюменского округа Уральской области.

## Население
| 2010 |
| ---- |
| 579  |

По данным переписи 1926 года в селе проживало 1126 человек (509 мужчин и 617 женщин), в том числе: русские составляли 99 % населения.

## Фото

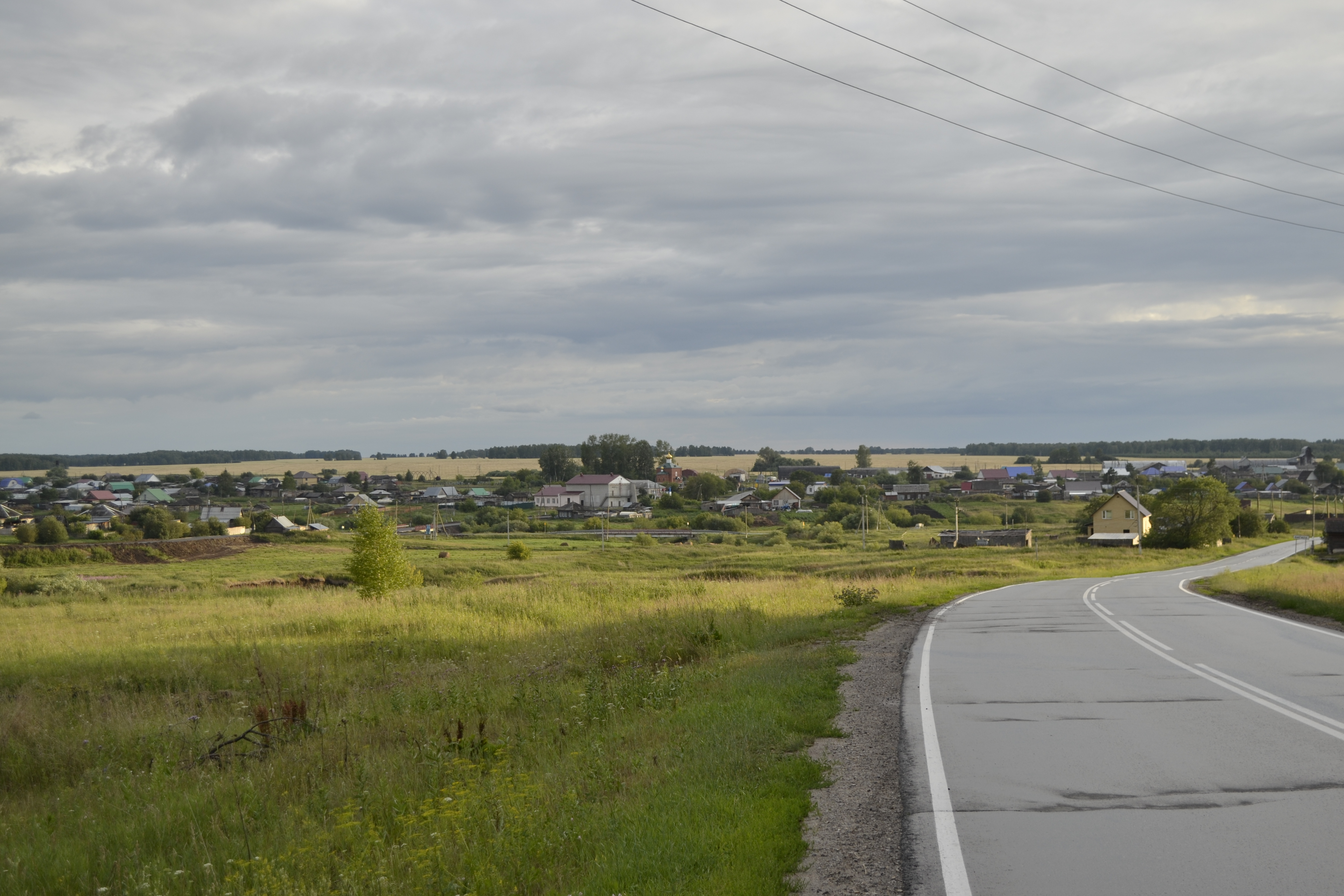
Вид на село
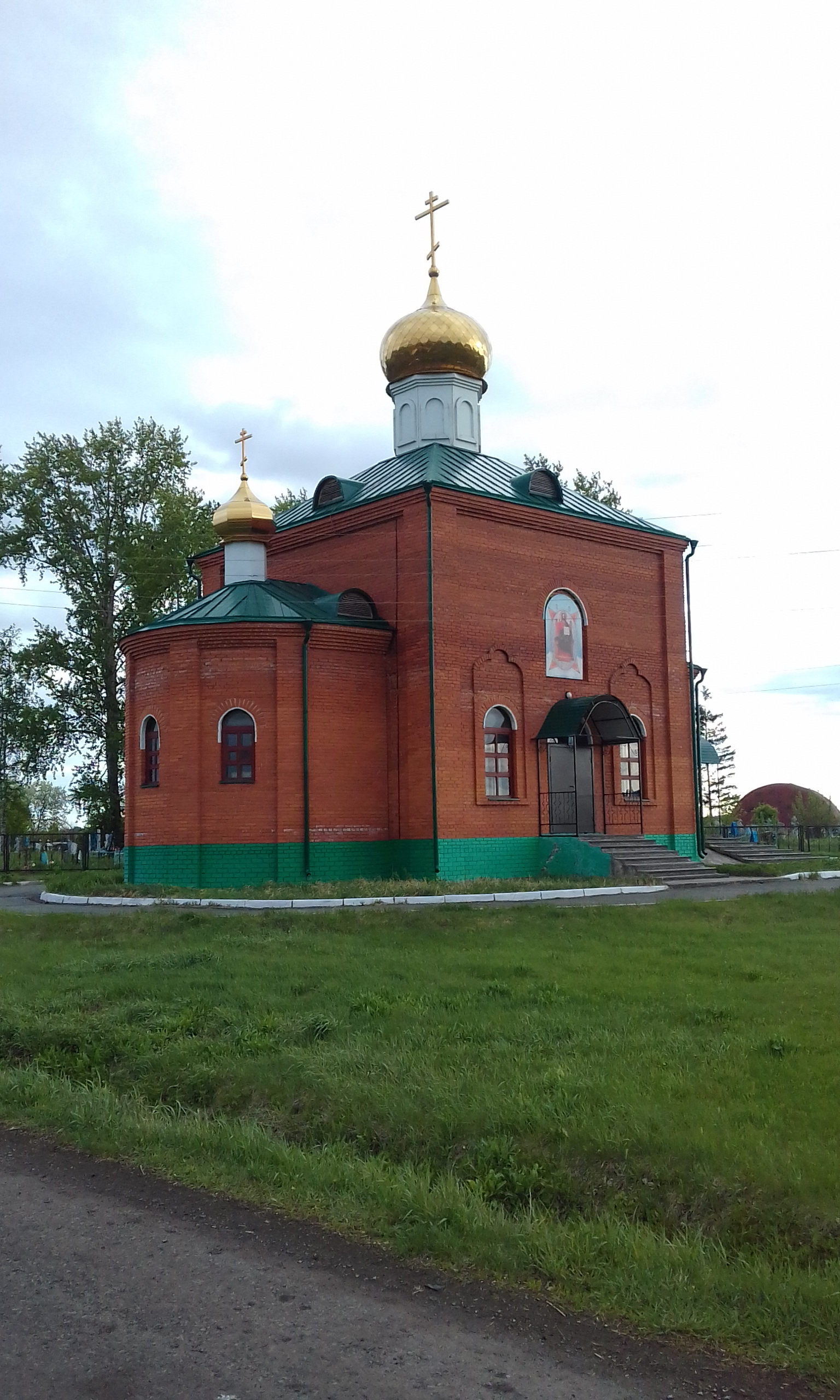
Православный храм «Церковь Иоанна Златоуста»
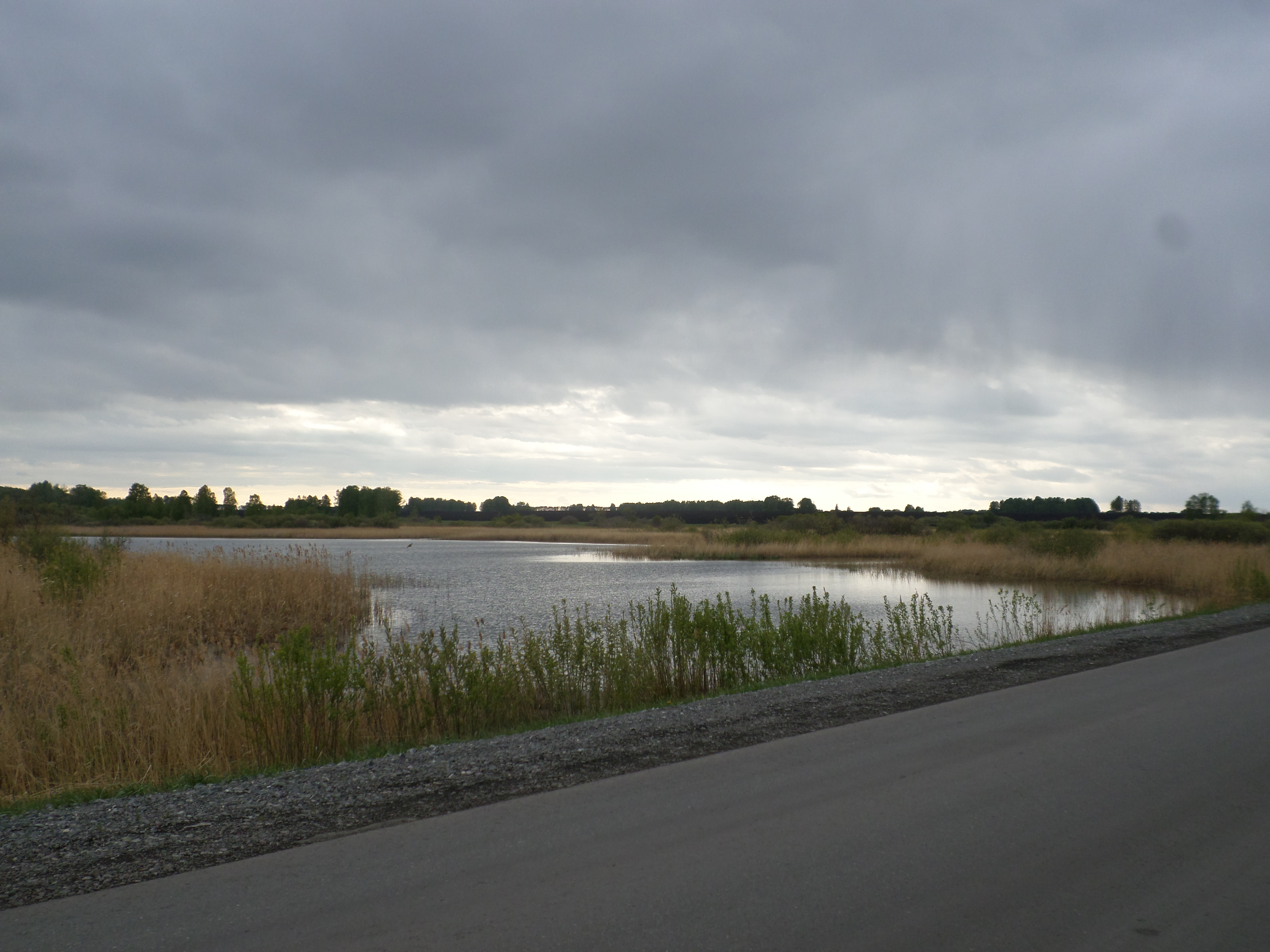
Озеро Шабалино